# Turka (gmina w województwie lubelskim)
Turka (do 1874 Dorohusk) – dawna gmina wiejska istniejąca od XIX wieku do 1954 roku na Lubelszczyźnie. Siedzibą gminy przed wojną była Turka, a po wojnie Dorohusk.
Gmina Turka powstała w 1874 roku, w Królestwie Polskim, w powiecie chełmskim w guberni lubelskiej z obszaru dotychczasowej gminy Dorohusk; w latach 1912–1915 jako część guberni chełmskiej. Gmina zmieniła nazwę na Turka, siedziba pozostała jednak w Dorohusku.
W 1919 roku gmina weszła w skład woj. lubelskiego. W 1924 roku w skład gminy wchodziły: Andrzejów wieś; Andrzejów Nowy kol.; Barbarówka wieś; Berdyszcze wieś; Czerniejów wieś, kol., folwark; Czestny Krest kol.; Długopole kol.; Dorohusk wieś, folwark, tartak; Husynne wieś, leśniczówka, folwark; Ignatów wieś, kol.; Istrów kol.; Józefin kol.; Kamień wieś, kol.; Kąty kol.; Kolemczyce wieś; Kołodeń kol.; Kołodeń Pławanicki wieś; Konotopy kol.; Kozły kol.; Ladyniska wieś; Leśniczówka kol.; Majdan Skordiów wieś; Michałówka wieś; Młynarskie kol.; Mościska wieś; Myszkowiec wieś; Natalin kol.; Ostrów wieś; Perekreszcze kol.; Pławanice wieś, kol.; Pławanice A kol.; Pogranicze kol.; Puszki kol.; Rudolfin kol.; Skordiów kol.; Stefanów kol.; Suchomyła folwark; Teosin kol.; Turka wieś; Udalec wieś; Zalisocze kol.; Zanowinie wieś.. Do 1933 roku ustrój gminy Turka kształtowało zmodyfikowane prawo zaborcze. Podczas okupacji gmina należała do dystryktu lubelskiego (w Generalnym Gubernatorstwie). 
Według stanu z dnia 1 lipca 1952 roku gmina Turka składała się z 34 gromad. Jednostka została zniesiona 29 września 1954 roku wraz z reformą wprowadzającą gromady w miejsce gmin. Po reaktywowaniu gmin z dniem 1 stycznia 1973 roku gminy Turka nie przywrócono, utworzono natomiast gminę Dorohusk (z obszarów dawnych gmin Turka i Świerże).